# フィアット・ストラーダ
ストラーダ（STRADA）は、フィアット社の世界戦略車であるパリオの小型クーペユーティリティ(ピックアップトラック)である。ブラジルで生産され、ミナスジェライス州のベチンにある工場からEU諸国へ輸出されている。

## 歴史
ストラーダは1996年にブラジルで「178計画」（178 Project）内の貨物自動車として発売された。この車はウーノ派生の商用車であるフィオリーノを代替するために開発された。ストラーダの最大積載量は700 kg (1,543 lb)、荷台の大きさは1,770 mm (69.7 in) x 1,314 mm (51.7 in)であった。

### 2001年の改良
2001年に初めてフェイスリフトを施された。この新しいデザインはイタリアの自動車デザイン界の大物ジョルジェット・ジウジアーロの手により新しい顔周りと内装が与えられた。このマークIIで延長キャビンのモデルが追加になった。フィアット・ド・ブラジル社はオフロード車風の外観を持つ「フィアット・ストラーダアドヴェンチャー」を初めて市場に投入した。

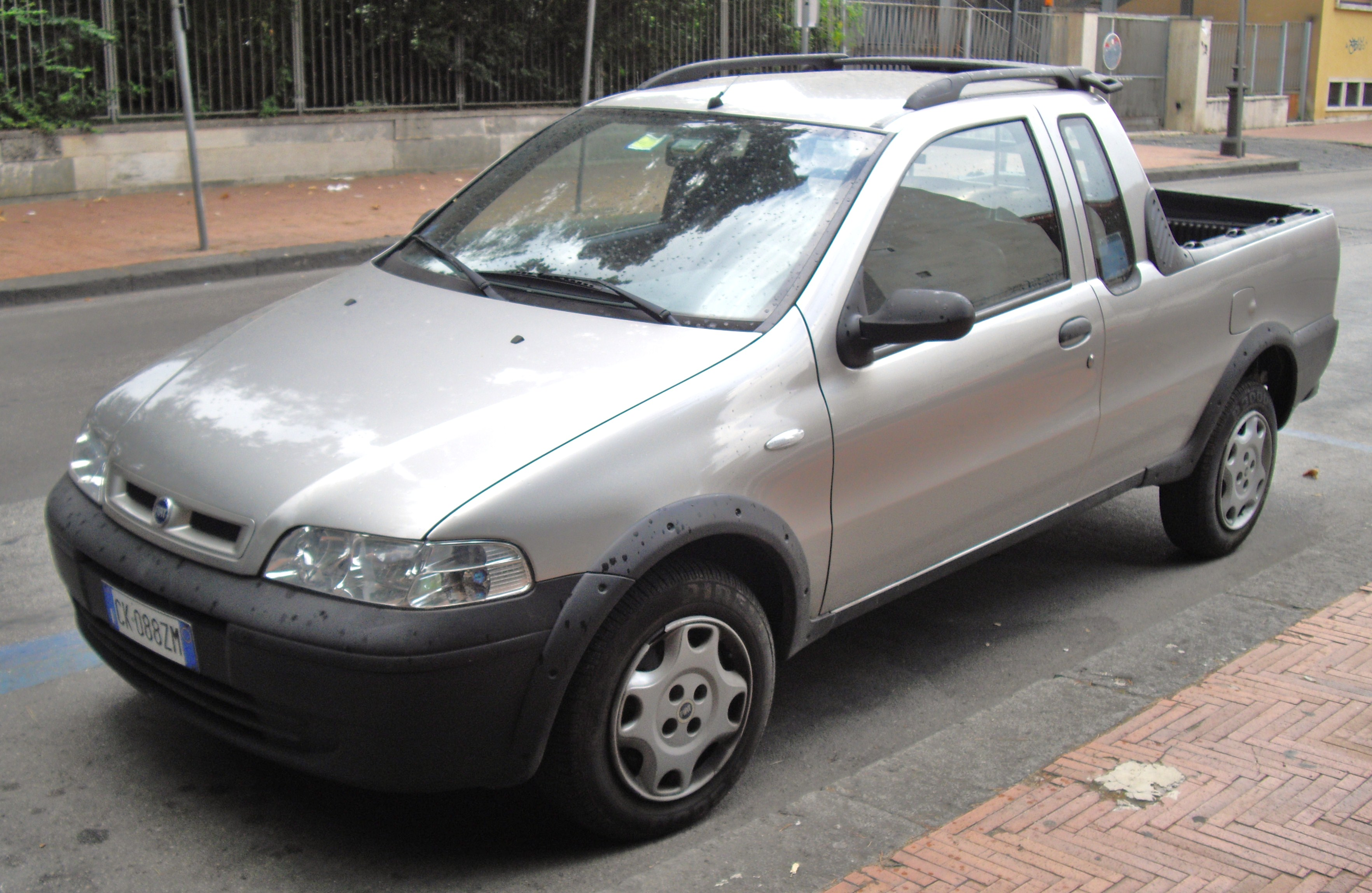
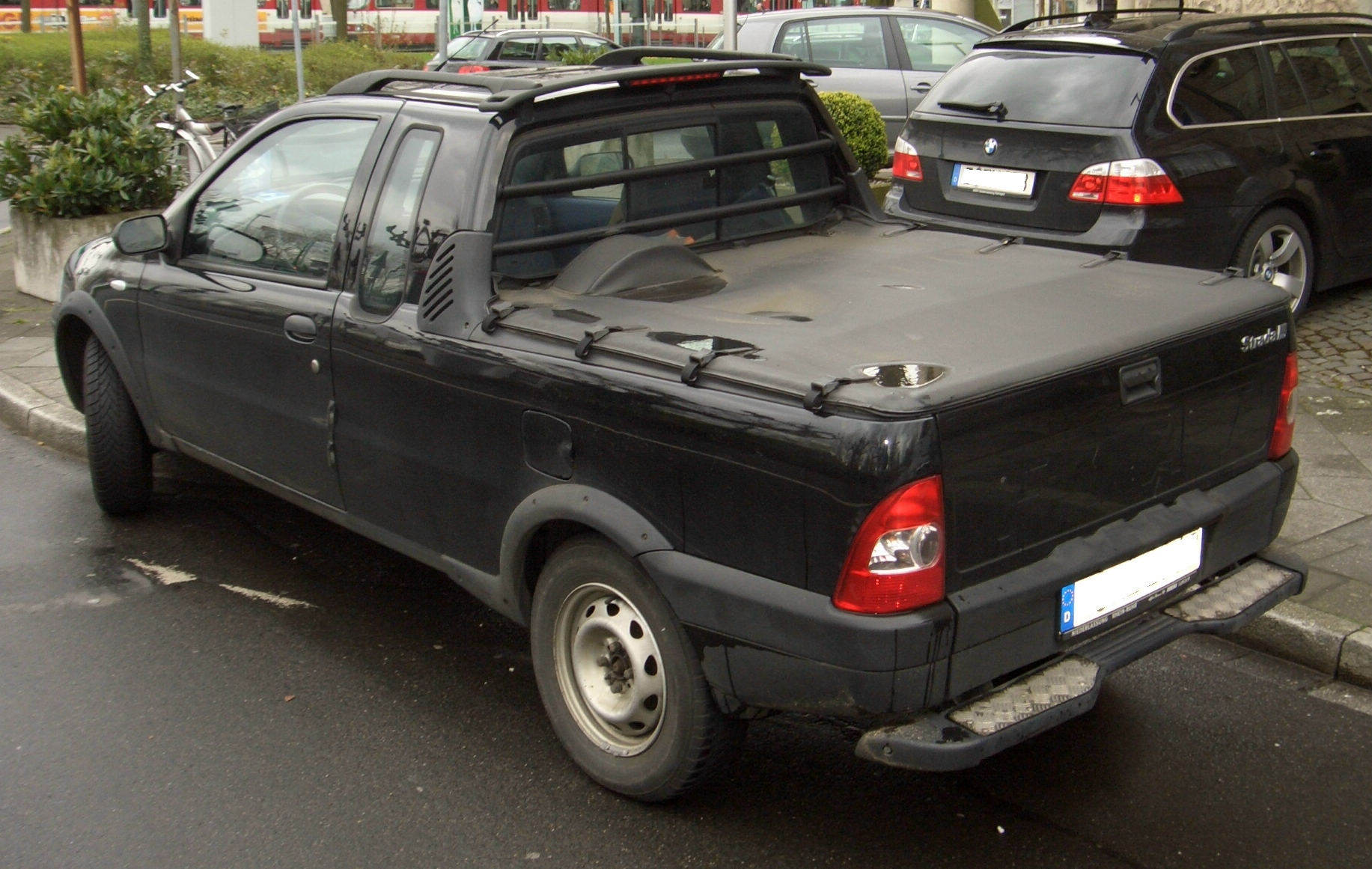
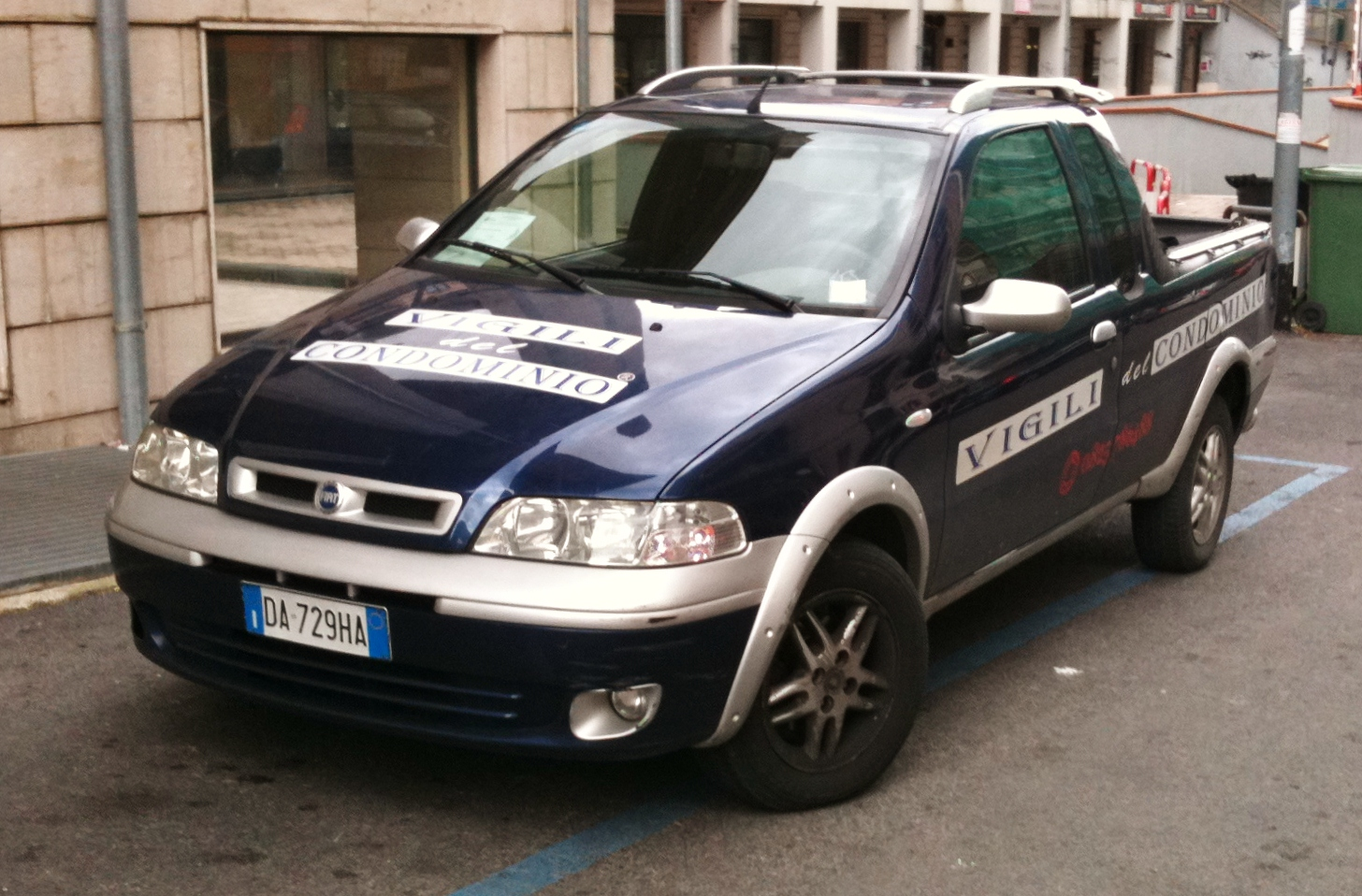
ストラーダマリブ

### 2004年の改良
新しいマークIIIは2004年に発売された。顔周りに手が入れられ、内装デザインはパリオ（これもジウジアーロのデザイン）から流用された。これにもパリオウィークエンダーと同様の特徴を持つモデルのストラーダアドヴェンチャーがあった。欧州市場には比較的近代的な1.9 JTD ディーゼルエンジンを搭載したモデルが提供された。
南アフリカでは1.2 MPI EL、1.6 MPI EL、1.6 MPI ELX（ELにボディ同色バンパーとドアミラー、パワーウインドー、運転席エアバッグ、カーエアコンを装備）と1.7 TD ELという4種のモデルが提供されている。フィアット・サウスアフリカ社では最近キャビンを30 cm (12 in)延長したXスペース（X-Space）というモデルを導入した。このモデルには標準仕様のXスペースとXスペース・アドヴェンチャー（標準の1.6 ELXと似た仕様の）という2種類が設定されている。このXスペースは双方共1.4 MPIエンジンを搭載している。
欧州市場ではユーロ4規制に合格した出力85 PSの1.3 マルチジェット（Multijet）16V ディーゼルエンジンのみが提供される。

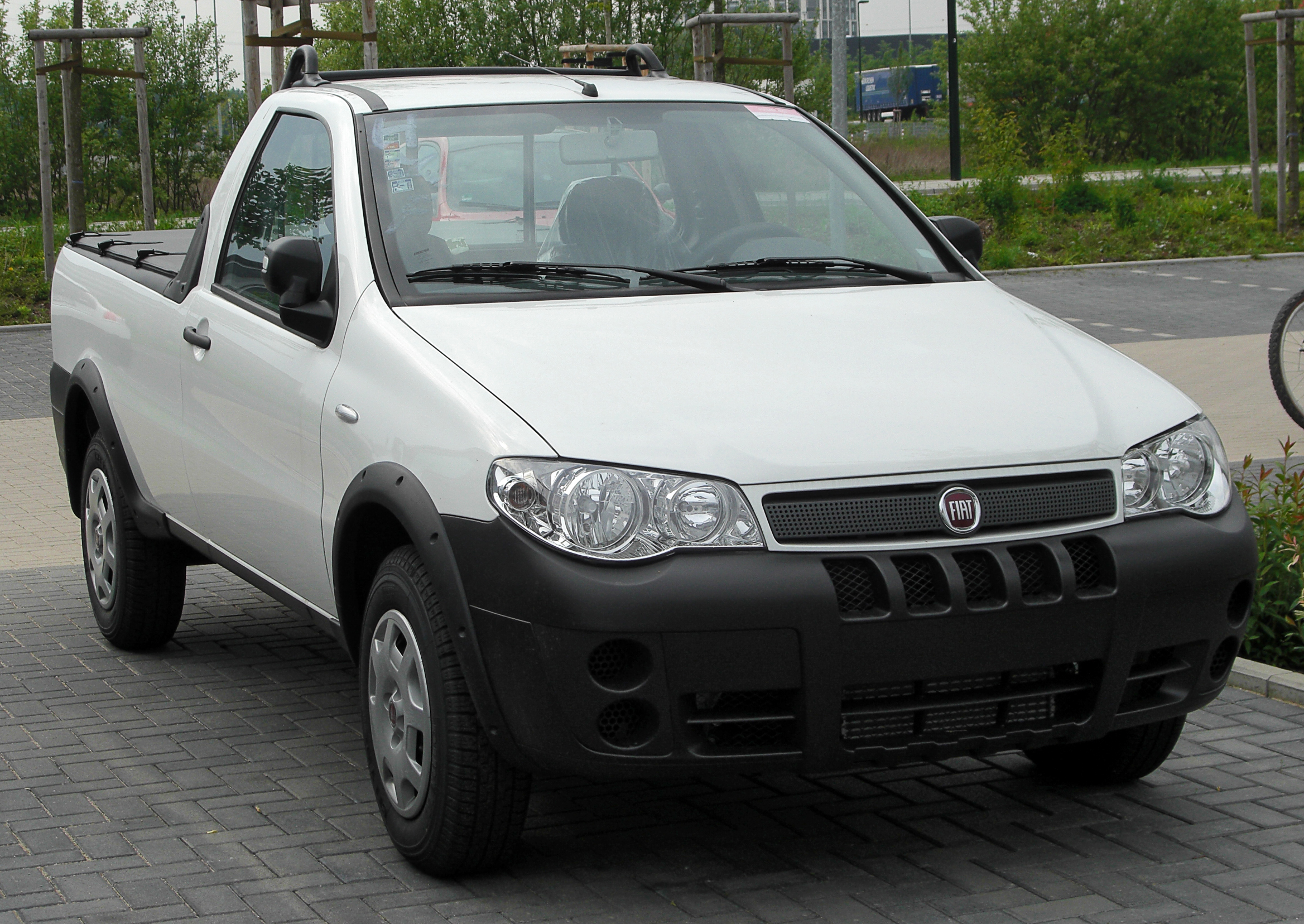
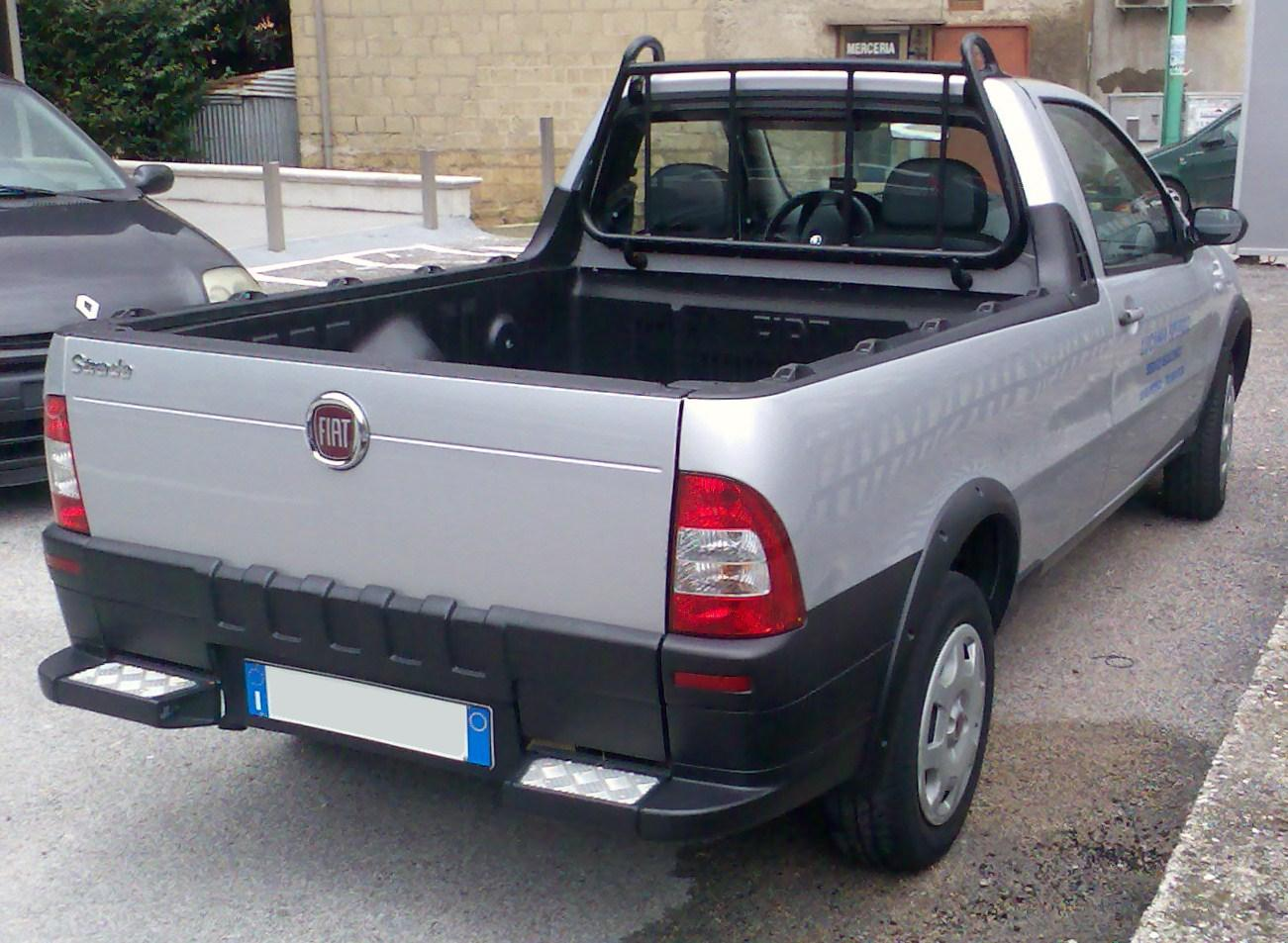
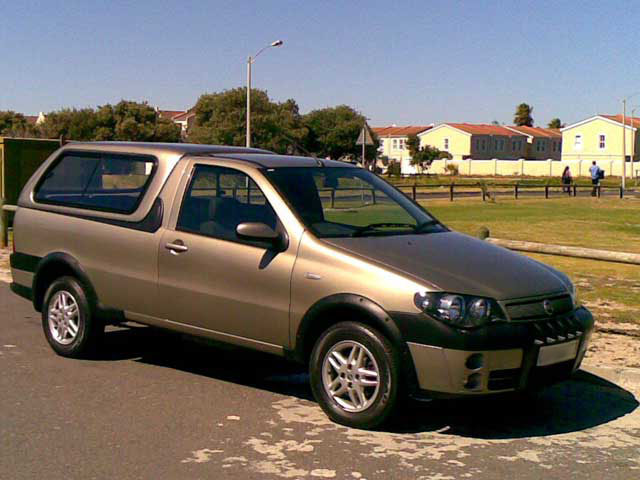

### 2009年の改良
2009年夏に全く新型のマークIVが同年末に発売されると発表された。車名は以前のストラーダと同じであったが、ボディを含む大部分の部品は新しくなっている。南アフリカ以外では新型ストラーダは2010年半ばに投入されたが、欧州へは輸出されない。最新のパリオ/シエナ・シリーズと同様にスタイリングは多くの面でグランデ・プントの影響を受けている。この第4世代のストラーダはベースモデルの「ワーキング」（Working）、より充実した装備の「トレッキング」（Trekking）、エアロパーツを取り付けられてスポーティな外観となった「スポルティング」（Sporting）、オフロード走行用にデフロックを備えた「アドヴェンチャー」の4モデルが用意されている。2010年にフィアット・ド・ブラジル社は4名分の座席を備え、ホイールベースが延長された新しいダブルキャブのモデル（Strada Cabina Duplaとも呼ばれる）を追加した。
エンジンはフィアット社製1.4 16V ファイア・フレックス（Fire Flex） (85 PS)と1.8 16V エコテック・フレックス（Ecotec Flex） (114 PS)を使用している。ディーゼルエンジンでは出力87 PS (64 kW; 86 hp)の1.3 16V マルチジェットも採用している。
このストラーダは2012年にイタリアと選ばれた欧州内の数か国で再度販売が開始される。

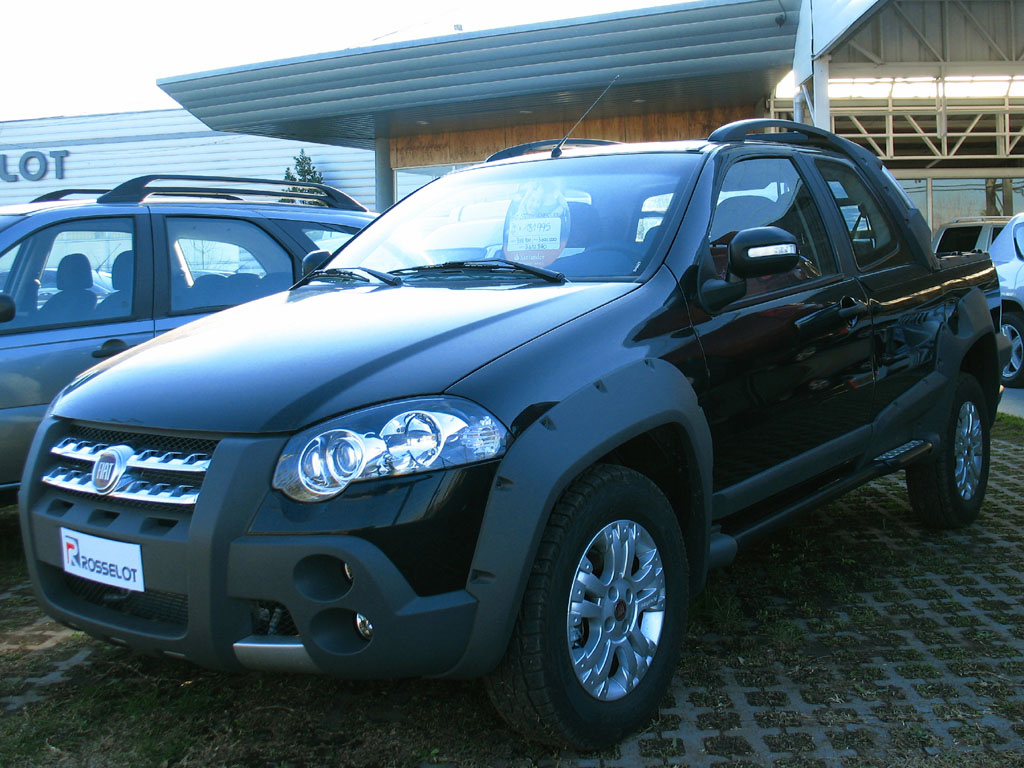
2009年ストラーダアドヴェンチャー